# Статуета Ћуран за најбоља глумачка остварења
Статуета Ћуран је награда која се од 1972. године додељује на фестивалу Дани комедије у Јагодини, за најбоље глумачко остварење на фестивалу. Сваке године додељују се по три равноправне награде.

## Добитници СтатуетеЋуран
| Година                        | Добитник                                 | Улога                                                     | Представа                                               | Позориште                                       |
| ----------------------------- | ---------------------------------------- | --------------------------------------------------------- | ------------------------------------------------------- | ----------------------------------------------- |
| 1972                          |                                          |                                                           |                                                         |                                                 |
| Никола Симић                  | Виктор и Поша                            | Буба у уху                                                | Југословенско драмско позориште                         |                                                 |
| Мира Бањац                    | Комични медаљони                         | Село Сакуле, а у Банату                                   | Српско народно позориште                                |                                                 |
| Јелисавета Саблић             | Гоца                                     | Развојни пут Боре Шнајдера                                | Атеље 212                                               |                                                 |
| 1973                          |                                          |                                                           |                                                         |                                                 |
| Зоран Радмиловић              | Иби                                      | Краљ Иби                                                  | Атеље 212                                               |                                                 |
| Мића Татић                    | Ивко                                     | Ивкова слава                                              | Београдско драмско позориште                            |                                                 |
| Мија Алексић                  | Јованче Мицић                            | Пут око света                                             | Народно позориште у Београду                            |                                                 |
| 1974                          |                                          |                                                           |                                                         |                                                 |
| Ружица Сокић                  | Мир Јам                                  | Рањени орао                                               | Атеље 212                                               |                                                 |
| Слободан Ћустић               | Жан                                      | Мистер Долар                                              | Југословенско драмско позориште                         |                                                 |
| 1975                          |                                          |                                                           |                                                         |                                                 |
| Славко Симић                  | Лињајев                                  | Вуци и овце                                               | Југословенско драмско позориште                         |                                                 |
| Рада Ђуричин                  | Глорија                                  | Вуци и овце                                               | Југословенско драмско позориште                         |                                                 |
| Зоран Радмиловић              | Радован                                  | Радован Трећи                                             | Атеље 212                                               |                                                 |
| 1976                          |                                          |                                                           |                                                         |                                                 |
| Љубинка Бобић                 | Живка                                    | Госпођа министарка                                        | Народно позориште у Београду                            |                                                 |
| Љубомир Убавкић               | Агагон                                   | Ожалошћена породица                                       | Театар Јоаким Вујић                                     |                                                 |
| Миша Јанкетић и Иван Бекјарев | Жак и Жан                                | Зврчак                                                    | Југословенско драмско позориште                         |                                                 |
| 1977                          |                                          |                                                           |                                                         |                                                 |
| Никола Симић                  | Помет                                    | Дундо Мароје                                              | Југословенско драмско позориште                         |                                                 |
| Петар Краљ                    | Капетан Ивулић                           | Буздован                                                  | Атеље 212                                               |                                                 |
| Добрила Шокица                | госпођа Спасић                           | Ујеж                                                      | Српско народно позориште у Новом Саду                   |                                                 |
| 1978                          |                                          |                                                           |                                                         |                                                 |
| Милан Гутовић                 | Владимир Недељковић                      | Чучина                                                    | Југословенско драмско позориште                         |                                                 |
| Светлана Бојковић             | Јованка                                  | Чучина                                                    | Југословенско драмско позориште                         |                                                 |
| Ђорђе Вукотић                 | ујка Васа                                | Госпођа министарка                                        | Народно позориште у Нишу                                |                                                 |
| 1979                          |                                          |                                                           |                                                         |                                                 |
| Никола Симић                  | Мића                                     | Лумуција                                                  | Југословенско драмско позориште                         |                                                 |
| Петар Краљ                    | Сизиф                                    | Инспекторове сплетке                                      | Београдско драмско позориште                            |                                                 |
| Властимир Ђуза Стојиљковић    | Инспектор                                | Инспекторове сплетке                                      | Београдско драмско позориште                            |                                                 |
| Катица Жели                   | Љубица                                   | Андра и Љубица                                            | Народно позориште у Сомбору                             |                                                 |
| 1980                          |                                          |                                                           |                                                         |                                                 |
| Љубомир Убавкић               | Мита                                     | Лажа и паралажа                                           | Театар Јоаким Вујић                                     |                                                 |
| Бора Тодоровић                | полиграф                                 | Псеће срце                                                | Атеље 212                                               |                                                 |
| Марко Николић                 | Светислав                                | Ивкова слава                                              | Народно позориште у Београду                            |                                                 |
| 1981                          |                                          |                                                           |                                                         |                                                 |
| Миленко Павлов                | Иван                                     | Ревизор                                                   | Народно позориште Тоша Јовановић у Зрењанину            |                                                 |
| Данило Стојковић              | Агатон                                   | Ожалошћена породица                                       | Српско народно позориште                                |                                                 |
| Јелисавета Саблић             | Гина                                     | Ожалошћена породица                                       | Српско народно позориште                                |                                                 |
| 1982                          |                                          |                                                           |                                                         |                                                 |
| Данило Стојковић              | Симеон Његован Лупус                     | Цинцари или Корешподенција                                | Атеље 212                                               |                                                 |
| Љубомир Убавкић               | Живота Цвијовић                          | Др                                                        | Театар Јоаким Вујић                                     |                                                 |
| Лазар Ристовски               | Руцант                                   | Мушица                                                    | Позориште Двориште из Београда                          |                                                 |
| 1983                          |                                          |                                                           |                                                         |                                                 |
| Петар Банићевић               | Маркс                                    | Марксе, марксе, колико је сати                            | Народно позориште у Београду                            |                                                 |
| Ташко Начић                   | Горазд Утјешиновић                       | Мат‘ријалисти                                             | Атеље 212                                               |                                                 |
| Васја Станковић               | Тоза                                     | Вечити студенти                                           | Народно позориште у Нишу                                |                                                 |
| 1984                          |                                          |                                                           |                                                         |                                                 |
| Данило Стојковић              | Илија Чворовић                           | Балкански шпијун                                          | Југословенско драмско позориште                         |                                                 |
| Тања Бошковић                 | Амелија                                  | Позабави се Амелијом                                      | Народно позориште у Сомбору                             |                                                 |
| Стеван Петровић               | Илија Чворовић                           | Балкански шпијун                                          | Народно позориште у Нишу                                |                                                 |
| 1985                          |                                          |                                                           |                                                         |                                                 |
| Мирјана Карановић             | Мица                                     | Мрешћење шарана                                           | Звездара театар                                         |                                                 |
| Бора Тодоровић                | Стева Милосављевић                       | Мрешћење шарана                                           | Звездара театар                                         |                                                 |
| Воја Брајовић                 | Васа Вучуровић                           | Мрешћење шарана                                           | Звездара театар                                         |                                                 |
| 1986                          |                                          |                                                           |                                                         |                                                 |
| Предраг Ејдус                 | Јоаким Вујић                             | Како засмејати господара                                  | Народно позориште у Београду                            |                                                 |
| Милош Жутић                   | Жорж                                     | Сара и крик јастока                                       | Народно позориште у Београду                            |                                                 |
| Милан Ђурђевић                | Бенард Драх                              | Шовинистичка фарса                                        | Крушевачко позориште                                    |                                                 |
| 1987                          |                                          |                                                           |                                                         |                                                 |
| Гордана Ђурђевић              | Десанка                                  | Шовинистичка фарса                                        | Српско народно позориште                                |                                                 |
| Милена Дравић                 |                                          | Птиц и птица                                              | Звездара театар                                         |                                                 |
| Бранислав Лечић               | Лепршић                                  | Родољупци                                                 | Југословенско драмско позориште                         |                                                 |
| 1988                          |                                          |                                                           |                                                         |                                                 |
| Данило Лазовић                | Вул                                      | Клаустрофобична комедија                                  | Звездара театар                                         |                                                 |
| Данило Стојковић              | Сава оџачар                              | Клаустрофобична комедија                                  | Звездара театар                                         |                                                 |
| Лазар Ристовски               | Књаз Никола                              | Дуго путовање у Јевропу                                   | Београдско драмско позориште                            |                                                 |
| 1989                          |                                          |                                                           |                                                         |                                                 |
| Радмила Савићевић             | Видосава                                 | Полтрон                                                   | Београдско драмско позориште                            |                                                 |
| Тихомир Станић                | Јоца                                     | Хамлет из Мрдуше Доње                                     | Звездара театар                                         |                                                 |
| Петар Божовић                 | Мата                                     | Хамлет из Мрдуше Доње                                     | Звездара театар                                         |                                                 |
| 1990                          |                                          |                                                           |                                                         |                                                 |
| Бранка Петрић                 | госпођа Гробуа                           | Велика ауто трка                                          | Југословенско драмско позориште                         |                                                 |
| Данило Стојковић              | Лука Лабан                               | Професионалац                                             | Звездара театар                                         |                                                 |
| Ивана Жигон                   | Памела                                   | Женски оркестар                                           | Дом културе Студентски град из Новог Београда           |                                                 |
| 1991                          |                                          |                                                           |                                                         |                                                 |
| Светлана Бојковић             | Белиза                                   | Учене жене                                                | Народно позориште у Београду                            |                                                 |
| Гордана Ђурђевић              | Ружица                                   | Бела кафа                                                 | Српско народно позориште                                |                                                 |
| Бранимир Брстина              | Пиле Копиле                              | Кус Петлић                                                | Звездара театар                                         |                                                 |
| 1992                          |                                          |                                                           |                                                         |                                                 |
| Аница Добра                   | Невена                                   | Урбана трагедија                                          | Звездара театар                                         |                                                 |
| Весна Тривалић                | Ивка                                     | Кањош Мацедоновић                                         | Народно позориште у Београду                            |                                                 |
| Светислав Гонцић              | Дафне                                    | Неки то воле вруће                                        | Позориште на Теразијама                                 |                                                 |
| 1993                          |                                          |                                                           |                                                         |                                                 |
| Горан Султановић              | Миле Шејн                                | Каскадер                                                  | Београдско драмско позориште                            |                                                 |
| Бранка Шелић                  | Катарина                                 | Укроћена горопад                                          | Народно позориште у Сомбору                             |                                                 |
| Иван Бекјарев                 | Марсел                                   | Не очајавајте никад                                       | Југословенско драмско позориште                         |                                                 |
| 1994                          |                                          |                                                           |                                                         |                                                 |
| Тихомир Станић                | Алекса                                   | Лажа и паралажа                                           | Атеље 212                                               |                                                 |
| Сергеј Трифуновић             | Петручи                                  | Укрочена горопад                                          | Народно позориште у Београду                            |                                                 |
| Невена Новаковић              | Фема                                     | Покондирена тиква                                         | Народно позориште Стерија у Вршцу                       |                                                 |
| 1995                          |                                          |                                                           |                                                         |                                                 |
| Бранимир Брстина              | Бора                                     | Развојни пут Боре Шнајдера                                | Народно позориште у Београду                            |                                                 |
| Томислав Пејчић               | Поткољосина                              | Женидба                                                   | Народно позориште Стерија у Вршцу                       |                                                 |
| Душанка Стојановић            | Сека                                     | Лаки комад                                                | Звездара театар                                         |                                                 |
| 1996                          |                                          |                                                           |                                                         |                                                 |
| Бранка Шелић                  | Ката                                     | Кате Капуралица                                           | Народно позориште у Сомбору                             |                                                 |
| Милија Вуковић                | Јеротије                                 | Сумњиво лице                                              | Народно позориште у Приштини                            |                                                 |
| Мирјана Карановић             | Живка                                    | Госпођа министарка                                        | Југословенско драмско позориште                         |                                                 |
| 1997                          |                                          |                                                           |                                                         |                                                 |
| Жика Миленковић               | Саветник                                 | Мистер долар                                              | Београдско драмско позориште                            |                                                 |
| Драгиша Милојковић            | Жан                                      | Мистер долар                                              | Београдско драмско позориште                            |                                                 |
| Младен Огњановић              | Борко Грацин                             | Мрешћење шарана                                           | Народно позориште Љубиша Јовановић у Шапцу              |                                                 |
| 1998                          |                                          |                                                           |                                                         |                                                 |
| Милена Дравић                 | госпођа Смит                             | Ћелава певачица                                           | Крушевачко позориште                                    |                                                 |
| Љиљана Стјепановић            | Антонија                                 | Не могу да платим и нећу да платим                        | Театар Т                                                |                                                 |
| Бора Тодоровић                | Бели                                     | Лари Томпсон, трагедија једне младости                    | Звездара театар                                         |                                                 |
| 1999                          |                                          |                                                           |                                                         |                                                 |
| Награде нису додељиване       |                                          |                                                           |                                                         |                                                 |
| 2000                          |                                          |                                                           |                                                         |                                                 |
| Марко Николић                 | Микан Спасић                             | Три боје дуге                                             | Фави Театар Београд                                     |                                                 |
| Дара Џокић                    | Душанка                                  | Само ви ајте, ми ћемо грактат и арлеукат                  | Београдско драмско позориште                            |                                                 |
| 2001                          |                                          |                                                           |                                                         |                                                 |
| Весна Тривалић                | Јелена Владисављевић                     | Чорба од канаринца                                        | Атеље 212                                               |                                                 |
| Јанош Тот                     | Реквизитер                               | Јубилеј                                                   | Театар Т                                                |                                                 |
| Слободан Љубичић              | Мирче                                    | Боинг боинг                                               | Народно позориште у Ужица                               |                                                 |
| 2002                          |                                          |                                                           |                                                         |                                                 |
| Петар Краљ                    | Никола Кос                               | Доктор Шустер                                             | Звездара театар                                         |                                                 |
| Јелисавета Сека Саблић        | Дивна                                    | Доктор Шустер                                             | Звездара театар                                         |                                                 |
| Саша Торлаковић               | Малволиј                                 | Богојављенска ноћ                                         | Народно позориште у Сомбору                             |                                                 |
| 2003                          |                                          |                                                           |                                                         |                                                 |
| Борис Комненић                | Арган                                    | Уображени болесник                                        | Народно позориште у Београду                            |                                                 |
| Југослав Крајнов              | Срета Нумер                              | Народни посланик                                          | Народно позориште Тоша Јовановић у Зрењанину            |                                                 |
| Љиљана Стјепановић            | Габријела                                | Два мириса руже                                           | Позориште на Теразијама                                 |                                                 |
| 2004                          |                                          |                                                           |                                                         |                                                 |
| Јасна Ђуричић                 | Фема                                     | Покондирена Тиква                                         | Српско народно позориште                                |                                                 |
| Томислав Трифуновић           | Анта                                     | Покондирена Тиква                                         | Српско народно позориште                                |                                                 |
| Ана Здравковић                | Јула                                     | Поп Ћира и поп Спира                                      | Позориште на Теразијама                                 |                                                 |
| 2005                          |                                          |                                                           |                                                         |                                                 |
| Јелисавета Сека Саблић        | Дара                                     | Свињски отац                                              | Крушевачко позориште                                    |                                                 |
| Зорица Јовановић              | Минисреа нежних осећања                  | Голи краљ                                                 | Позориште Бошко Буха                                    |                                                 |
| Саша Торлаковић               | Илија Чворовић                           | Балкански шпијун                                          | Народно позориште у Сомбору                             |                                                 |
| 2006                          |                                          |                                                           |                                                         |                                                 |
| Јасна Ђуричић                 | Глумица                                  | Грета pp. 89                                              | Српско народно позориште                                |                                                 |
| Борис Исаковић                | Редитељ                                  | Грета pp. 89                                              | Српско народно позориште                                |                                                 |
| Анита Манчић                  | Руменка                                  | Радован Трећи                                             | Атеље 212                                               |                                                 |
| 2007                          |                                          |                                                           |                                                         |                                                 |
| Биљана Кескеновић             | Кате                                     | Парадокс                                                  | Народно позориште у Сомбору                             |                                                 |
| Нада Шаргин                   | Агафије                                  | Женидба                                                   | Народно позориште у Београду                            |                                                 |
| Миленко Заблаћански           | Радован                                  | Хероји                                                    | Позориште на Теразијама                                 |                                                 |
| 2008                          |                                          |                                                           |                                                         |                                                 |
| Андрија Милошевић             | Витез од Рипафрате                       | Крчмарица Мирандолина                                     | Позориште Бошко Буха                                    |                                                 |
| Катарина Жутић                | Мирандолина                              | Крчмарица Мирандолина                                     | Позориште Бошко Буха                                    |                                                 |
| Данијел Сич                   | Паун                                     | Не играј на Енглезе                                       | Београдско драмско позориште                            |                                                 |
| 2009                          |                                          |                                                           |                                                         |                                                 |
| Бранимир Брстина              | Капетан, Бизнисмен, Психијатар и Адвокат | Генерална проба самоубиства                               | Звездара театар                                         |                                                 |
| Јанош Тот                     | Рибар и Аксентије Топаловић              | Генерална проба самоубиства и Маратонци трче почасни круг | Звездара театар и Позориште на Теразијама               |                                                 |
| Иван Јевтовић                 | Били Питон                               | Маратонци трче почасни круг                               | Позориште на Теразијама                                 |                                                 |
| 2010                          |                                          |                                                           |                                                         |                                                 |
| Сања Крстовић                 | Живка                                    | Госпођа министарка                                        | Народно позориште у Нишу                                |                                                 |
| Марко Живић                   | Ален Феликс                              | Свирај то поново, Сем                                     | Београдско драмско позориште                            |                                                 |
| Андрија Милошевић             | Маријан Девић Девил                      | Певај, брате                                              | Фави Театар                                             |                                                 |
| 2011                          |                                          |                                                           |                                                         |                                                 |
| Милена Дравић                 | Мод                                      | Харолд и Мод                                              | Београдско драмско позориште                            |                                                 |
| Милорад Мандић                | Јованче Мицић                            | Пут око света                                             | Крушевачко позориште                                    |                                                 |
| Драган Петровић               | Весели                                   | Живот у тесним ципелама                                   | Звездара театар                                         |                                                 |
| 2012                          |                                          |                                                           |                                                         |                                                 |
| Мики Манојловић               | Милан                                    | Кумови                                                    | Звездара театар                                         |                                                 |
| Бранимир Брстина              | Инспектор                                | Кумови                                                    | Звездара театар                                         |                                                 |
| Тамара Драгичевић             | Саша                                     | Добри ујкица                                              | Установа културе Вук Караџић                            |                                                 |
| 2013                          |                                          |                                                           |                                                         |                                                 |
| Саша Торлаковић               | Мата Букарица                            | Хамлет у Мрдуши доњој                                     | Народно позориште Сомбор                                |                                                 |
| Даница Максимовић             | Дока                                     | Зона Замфирова                                            | Позориште на Теразијама                                 |                                                 |
| Небојша Дугалић               | хаџи Замфир                              | Зона Замфирова                                            | Позориште на Теразијама                                 |                                                 |
| 2014                          |                                          |                                                           |                                                         |                                                 |
| Милорад Мандић                | Тошица                                   | Избирачица                                                | Народно позориште у Београду и Позориште Бора Станковић |                                                 |
| Иван Босиљчић                 | Бранко                                   | Избирачица                                                | Народно позориште у Београду и Позориште Бора Станковић |                                                 |
| Горан Јевтић                  | Живка министарка                         | Госпођа министарка                                        | Позориште „Бошко Буха” Београд                          |                                                 |
| 2015                          | Драган Петровић Пеле                     | Спасоје                                                   | Рођендан господина Нушића                               | Звездара театар                                 |
| 2015                          | Биљана Кескеновић                        | Мара                                                      | Доктор Нушић                                            | Народно позориште Сомбор и Крушевачко позориште |
| 2015                          | Саша Торлаковић                          | Живота                                                    | Доктор Нушић                                            | Народно позориште Сомбор и Крушевачко позориште |
| 2016                          | Небојша Глоговац                         | Адам                                                      | Разбијени крчаг                                         | Југословенско драмско позориште                 |
| 2016                          | Владица Милосављевић                     | Марта Рул                                                 | Разбијени крчаг                                         | Југословенско драмско позориште                 |
| 2016                          | Љубомир Бандовић                         | Сава оџачар                                               | Клаустрофобична комедија                                | Звездара театар                                 |
| 2017                          | Милош Ђорђевић                           | Рубеола                                                   | Удај се мушки                                           | Испад — Центар за интерактивну уметност Београд |
| 2017                          | Ирфан Менсур                             | Вуле                                                      | Хор „бечких” дечака                                     | Yugoart Београд                                 |
| 2017                          | Драган Петровић Пеле                     | доктор Васа                                               | Хипноза једне љубави                                    | Звездара театар                                 |
| 2018                          | Милан Чучиловић                          | Душко                                                     | Мој деда је аут                                         | Београдско драмско позориште                    |
| 2018                          | Горан Јевтић                             | Нонанкур                                                  | Флорентински шешир                                      | Позориште Бошко Буха                            |
| 2018                          | Дејан Луткић                             | Фадинар                                                   | Флорентински шешир                                      | Позориште Бошко Буха                            |
| 2019                          | Нела Михаиловић                          | Даница Чворовић                                           | Балкански шпијун                                        | Народно позориште у Београду                    |
| 2019                          | Љубомир Бандовић                         | Илија Чворовић                                            | Балкански шпијун                                        | Народно позориште у Београду                    |
| 2019                          | Милан Васић                              | Поткољосин и Ахмед                                        | Женидба и Љубав у Савамали                              | Народно позориште Приштина и Звездара театар    |

## Највише награђивани глумци
| Добитник                | Број награда |
| ----------------------- | ------------ |
| Данило Бата Стојковић   | 5            |
| Јелисавета Сека Саблић  | 4            |
| Бранимир Брстина        | 4            |
| Саша Торлаковић         | 4            |
| Петар Краљ              | 3            |
| Бора Тодоровић          | 3            |
| Милена Дравић           | 3            |
| Никола Симић            | 3            |
| Љубомир Убавкић Пендула | 3            |
| Драган Петровић Пеле    | 3            |